# BSSニュース
『BSSニュース』（ビーエスエスニュース）は、山陰放送（BSSテレビ及びBSSラジオ）で放送されている鳥取・島根両県のニュース番組。1991年9月までは『山陰放送ニュース』（さんいんほうそうニュース）と称していたが、愛称変更に伴い改題された。

## 放送時間

### テレビ
- 土曜 18:50 - 19:00（JST、以下同）

かつては、土曜と日曜の『ニュースの森』の後にも『BSSニュース』が放送されていたが、2002年4月からは『ニュースの森』に山陰ローカル枠が内包（全国ニュース終了後に山陰ローカルのニュース）された。土曜については20:00前にもBSSニュースの枠があった時期もあるが番組改編に伴う20時台のフライングスタートに伴って2006年3月で廃止された。その後、2008年4月の番組改編により放送されることとなった。
なお、『スーパーワイド』のネットが始まる前は15時前に『テレポートフラッシュ』というローカルニュース枠があった時期もあるが、『スーパーワイド』のネット開始で18時前に枠移動、その後、2000年4月の改編で『ニュースの森』開始時刻が17:54になったと同時に『テレポート山陰』開始時刻が18:22になったことで廃止された。

### ラジオ
- 自社制作番組内での放送、平日の7:00 - 16:00の毎時55分などの時間帯に放送される。
- 全国ニュースは「時事通信」[2]、ローカルニュースは「BSSニュース」と名乗って放送している。
- 終了時に「お聴きの放送はBSSラジオです」とアナウンスすることがある。

平日
- 7:55 / 8:55 / 9:55（『あさスタ♪』に内包）
- 10:55
- 11:55（『音楽の風車』に内包）
- 12:55
- 13:55 / 14:55（『ラフリー!おちらと金曜日!』に内包）
- 15:55
- 16:55
- 17:20 / 18:05（『Mポイント』に内包）

土曜
- 8:55
- 9:55（『ビタミン! Saturday』に内包）
- 10:55
- 12:55
- 17:15（『週刊 ブンノジ ぶんしょう堂』に内包）

日曜
- 8:55（『地方創生プログラム ONE-J』に内包）

## 過去の放送時間
- 平日
  - 7:55 （2008年4月1日〜2014年9月26日）
  - 15:55（2010年4月5日〜2016年3月25日）
  - 16:55（2001年4月2日〜2016年3月25日）
- 土曜
  - 7:55（2006年4月8日〜2012年3月31日）
  - 13:55（2006年4月8日〜2016年9月17日）
  - 14:55（2006年4月8日〜2024年3月30日）
  - 15:55（2001年4月7日〜2012年3月31日）
- 日曜
  - 7:55（2001年4月1日〜2012年4月1日）
  - 9:55（1999年4月4日〜2021年3月28日）
  - 10:45（2006年4月9日〜2014年9月28日）
  - 13:55（2013年4月7日〜2021年3月28日）
  - 14:55（2010年4月4日〜2021年3月28日）
  - 15:55（2001年4月1日〜2012年3月25日）
  - 16:55（2012年4月1日〜2013年9月29日）